# Pandanus nanofrutex
Pandanus nanofrutex är en enhjärtbladig växtart som beskrevs av Benjamin Clemens Masterman Stone. Pandanus nanofrutex ingår i släktet Pandanus och familjen Pandanaceae. Inga underarter finns listade.